# Сичово (Абатський район)
Сичо́во (рос. Сычёво) — село у складі Абатського району Тюменської області, Росія.
Населення — 151 особа (2010, 185 у 2002).
Національний склад станом на 2002 рік:
- росіяни — 99 %